# Музей современного искусства (Канадзава)
Музей современного искусства XXI века (яп. 金沢21世紀美術館, англ. 21st Century Museum of Contemporary Art, Kanazawa) — художественный музей в японском городе Канадзава; современное здание музея было построено по проекту архитекторов Кадзуё Сэдзима и Рюэ Нисидзава в октябре 2004 года; галерея проводит временные выставки произведений современного искусства, поощряя создание инсталляций «ассоциирующихся с регионом»; постоянная коллекция включают в себя работы Фрэнсиса Алиса, Мэтью Барни и Тони Крэгга.

## История и описание
«Музей современного искусства XXI века» был открыт в японском городе Канадзава 9 октября 2004 года. Музейное здание было построено по проекту японских архитекторов Кадзуё Сэдзима и Рюэ Нисидзава, работавших в бюро SANAA; к октябрю следующего года музей посетило 1 570 000 человек. Здание галереи расположено в центре города, недалеко от сада Кэнроку-эн и Музея искусств префектуры Исикава; оно имеет круглую форму с диаметром в 112,5 метров. По мнению автором проекта, подобная форма помогает как обеспечить доступ в помещения из нескольких точек, так и избежать восприятия музея как «массивного и замкнутого» строения.
Помимо основных выставочных залов, в музейном здании расположены и общественные места: такие как библиотека, лекционный зал и детская мастерская. Выставочные площади включают в себя множество «гибких» галерей с несколькими вариантами разделения, позволяющими адаптировать пространство под каждую конкретную выставку. Галереи также имеют различные пропорции и условия освещения — от яркого дневного света через стеклянные потолки до помещений без естественных источников света вообще; их высота варьируется от 4 до 12 метров. Четыре полностью застекленных внутренних двора, каждый из которых имеет уникальный дизайн, обеспечивают достаточный дневной свет для всего здания.
Коллекция музея фокусируется на произведениях современного искусства, созданных после 1980 года; предполагается, что экспонаты «предлагают новые ценности». Музей также проводит и временные выставки, поощряя создание инсталляций «ассоциирующихся с регионом». Постоянная коллекция включают в себя работы таких художников как Фрэнсис Алис, Мэтью Барни, Тони Крэгг, Олафур Элиассон, Леандро Эрлих, Иса Гензкен, Кодзима Хисая, Гордон Матта Кларк, Питер Ньюман, Карстен Николай, Джузеппе Пеноне, Герхард Рихтер, Мураяма Рурико, Хираки Сава, Джеймс Таррелл, Ацуко Танака, Патрик Туттофуоко, Энн Уилсон и Суда Ёсихиро.